# Allochorema reclivatum
Allochorema reclivatum là một loài Trichoptera trong họ Hydrobiosidae. Chúng phân bố ở miền Australasia.